# مایکل سندل
مایکل جی. سندل (به انگلیسی: Michael J. Sandel)، (زاده ۵ مارس ۱۹۵۳ در مینیاپولیس، مینه سوتا، ایالات متحده) فیلسوف سیاسی معاصر آمریکایی و استاد دانشگاه هاروارد است. او بیش از همه به خاطر درس «عدالت» هاروارد، که به‌طور آنلاین قابل مشاهده بایگانی‌شده  در ۲۷ آوریل ۲۰۱۴ توسط Wayback Machine است و نقادی اش بر نظریه عدالت جان راولز در لیبرالیسم و حدود عدالت (۱۹۸۲) مشهور است. او عضو پیوسته آکادمی هنرها و علوم آمریکا انتخاب شده‌است.
او در دانشگاه‌های براندیز ماساچوست آمریکا در سال ۱۹۷۵، کالج بالیول دانشگاه آکسفورد (دکترا) در سال ۱۹۸۱ تحصیل کرد.
وی در سال ۱۹۸۵ جایزه تدریس هاروارد-رادکلیف را برد و در سال ۱۹۹۹ استاد تمام دانشگاه هاروارد شد.
انجمن علوم سیاسی آمریکا در سال ۲۰۰۸ از سندل بخاطر نبوغ اش در تدریس، تقدیر کرد. سندل سخنرانی‌های پر طرفداری را با موضوع «شهروندی نوین» در شهرهای لندن، آکسفورد، نیوکاسل، و واشینگتن دی. سی، انجام می‌دهد.

## دیدگاه‌ها
سندل به یک شاخه از دیدگاه جمع‌گرایی (هرچند این خودش با این عنوان خیلی موافق نیست)تعلق دارد و عموماً به دلیل نقدش بر نظریه عدالت جان رالز شناخته شده است. بحث رالز مبتنی بر فرض پرده بی‌خبری است که به ادعای او اجازه می دهد به «خویشتن بی‌طرف» (unencumbered selves) تبدیل شویم.

### نقد بر نظریه جان رالز
دیدگاه سندل این است که در نتیجه ارتباطات ما در حدی دارای سوگیری طبیعی هستیم که حتی به صورت فرضی نیز قادر به رسیدن به چنین خویشتنی نخواهیم بود. یک نمونه از این ارتباطات در مورد افراد خانواده صادق است، که بدون انتخاب آگاهانه با آنها مرتبط شده ایم که عملاً نمی توان به این دلیل که خانواده آگاهانه انتخاب نشده است، فرد را از چنین ارتباطی جدا دانست. سندل عقیده دارد که تنها یک نسخه‌ی دارای محدودیت کمتر و بازتر از پرده بی‌خبری باید به عنوان فرض مطرح گردد. نقد های مشابه نقد سندل الهام بخش رالز قرار گرفت تا او این بحث را پیش بکشد که نظریه نه یک نظریه متافیزیکی که یک نظریه سیاسی است که پایه ای است برای یک اجماع عمومی که می تواند بین افراد و گروه‌ها با دیدگاه های سیاسی و اخلاقی متفاوت شکل گیرد.

### دیدگاه در خصوص عدالت
سندل معتقد است سه تعبیر کلی از عدالت مطرح می کند:
1. عدالت یعنی تولید حداکثر سود یا رفاه که از طریق نظرات سودگرایان نظیر جرمی بنتام و جان استوارت میل قابل معرفی است.
2. عدالت همگام احترام به آزادی انتخاب به دست می‌آید: که یا به صورت انتخاب واقعی در بازاری آزاد خواهد بود (نظیر نظرات اختیارگرایانی چون رابرت نوزیک است) و یا به صورت انتخاب فرضی در یک موقعیت برابر و مطابق نظرات برابری خواهان لیبرالی همچون جان رالز.
3. عدالتی که مسلتزم پرورش فضیلت و تعقل درباره خیر جمعی است.

سندل با انتخاب تعبیر سوم معتقد است برای رسیدن به جامعه عادل باید درباره معنی زندگی خوب استدلال شده و فرهنگی پذیرای اختلاف نظرهایی که لاجرم بروز می‌کنند، به وجود بیاوریم.

### نقد نظر گری بکر در خصوص بازار پناهندگی
در سال 2019 م. سندل پیشنهاد گری بکر، اقتصاد دانِ برنده جایزه نوبل را در خصوص بازار مهاجرت نقد کرد. این راه حل پیشنهادی مستلزم این بود که به کشورهای مختلف بر اساس ثروت آنها سهمیه ای جهت پذیرش پناهنده داده شود و به کشورها اجازه داده شود که سهمیه پذیرش پناهنده خود را با پرداخت پول به سهمیه کشورهای کمتر ثروتمند اضافه نمایند. در این خصوص سندل نتیجه گرفته است که « [ایجاد] بازار برای پناهندگان دیدگاه ما در خصوص اینکه پناهندگان چه کسانی هستند و چگونه باید با آنها رفتار شود، تغییر می دهد. این امر باعث می شود طرفین و افراد درگیر بحث پناهنگی، آنها را به جای یک انسان در خطر، یا به عنوان مسئولیتی که باید از آن شانه خالی کرد ببینند و یا به عنوان یک منبع درآمد.

## تدریس

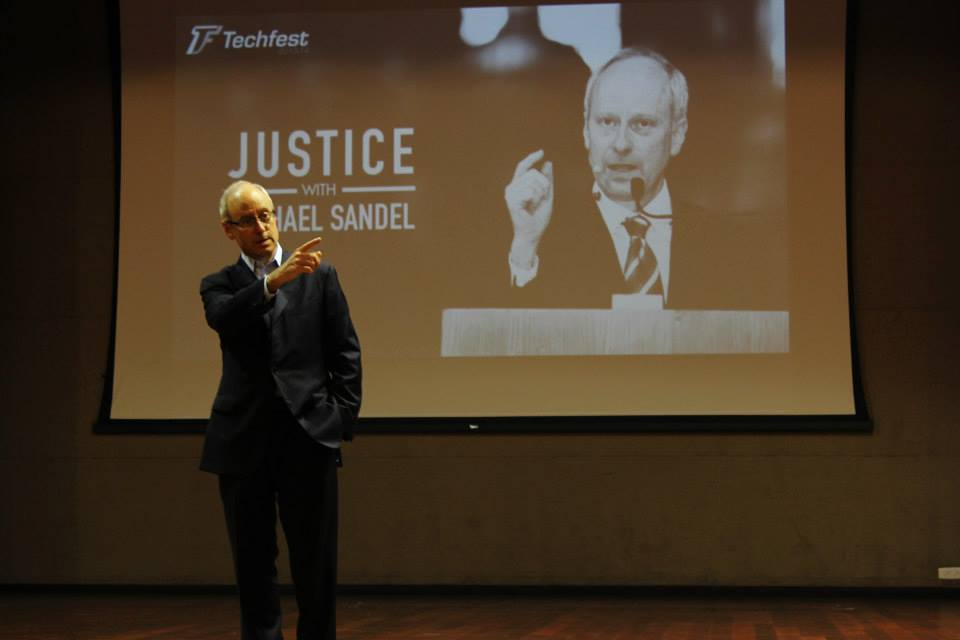
مایکل سندل درحال تدریس

### عدالت
سندل از سال 1981 عضو دانشکده علوم و هنر دانشگاه هاروارد است. او دوره عدالت را در دانشگاه هاروراد به مدت دو دهه تدریس کرده است و بیش از 15 هزار نفر در این دوره شرکت کرده اند که این درس را بهیکی از پراقبالترین دوره‌های برگزار شده در تاریخ هاروارد تبدیل کرده است.در پاییز 2007 این کلاس با 1115 نفر شرکت کننده بزرگترین کلاس ادوار دانشگاه هاروارد بوده است. در زمستان 2005 این دوره ضبط شد و به صورت برخط از طریق مدرسه مجازی هاروارد در دسترس دانشجویان قرار گرفت. با این حال هم اکنون نسخه برخط خلاصه شده ای از این دوره در 12 قسمت از سوی دانشگاه هاروارد و به صورت رایگان در دسترس عموم قرار گرفته است. محبوبیت این برنامه به قالب بحث-محور (روش سقراطی) مورد استفاده و همچنین  سبک درگیر کننده سندل است که موضوعی فرعی را در بحث وارد می کند. به عنوان نمونه او در درسهای خود موضوعات متعددی را به بحث ورود می‌دهد. از جمله وقایع فرضی مانند انتخاب کشته شدن یک فرد در برابر کشته شدن چند فرد تا وقایع تاریخی واقعی مانند داستان تاریخی آدمخواری دادلی و استیونز   و یا چالش های عمومی مانند خرید خدمت سربازی . کتاب «عدالت: کار درست کدام است» چکیده مباحثی است که در این دوره های عدالت مطرح بوده است.  

## خدمات عمومی
سندل به منظور بررسی جنبه های اخلاقی مسائل مرتبط با زیست‌فناوری به خدمت شورای اخلاق زیستی ریاست جمهوری که به دستور جورج دابلیو بوش تأسیس شده بود، درآمد. سندل بعدتر نتایج حضور خود در این شورا را در کتابی تحت عنوان «موردی علیه بی‌نقصی: اخلاق در عصل مهندسی ژنتیک» در انتشارات دانشگاه هاروارد منتشر نمود و در آن جنبه های مختلف و متنوعی از زیست‌فناوری از جمله سلول‌های بنیادی، دستکاری ژنتیکی  نوزادان پیش از تولد (منظور دستیابی به فرزند دارای ویژگی‌های برتر)، اصلاح نژادی و استفاده های غیر متعارف از ابزارهای بیونیک در ورزش را مطرح می‌کند.

## آثار
| ترجمه به زبان فارسی | عنوان و شرح اثر در زبان مبدأ (انگلیسی) |
| --- | --- |
| ترجمه نشده | Democracy's Discontent : America in Search of a Public Philosophy. Cambridge, Massachusetts: Belknap Press of Harvard University Press. 1998 ISBN 9780674197459.     |
| لیبرالیسم و محدودیت‌های عدالت، ترجمه حسن افشار، نشر مرکز، 1394، شابک: 9789642132584 | Liberalism and the Limits of Justice. Cambridge, UK New York: Cambridge University Press. 1998. ISBN 9780521567411                                                   |
| اخلاق در سیاست، ترجمه افشین خاکباز، نشر نو،1397، شابک: 9786004900126 | Public Philosophy: Essays on Morality in Politics. Cambridge, Massachusetts: Harvard University Press. 2005. ISBN 9780674023659.                                     |
| انسان بی‌نقص: اخلاق در عصر مهندسی ژنتیک، افشین خاکباز، نشر نو، 1394، شابک: 9786007439302 | The Case Against Perfection: Ethics in the Age of Genetic Engineering. Cambridge, Massachusetts: Belknap Press of Harvard University Press. 2007. ISBN 9780674019270 |
| ترجمه نشده | Justice: A Reader. Oxford New York: Oxford University Press. 2007. ISBN 9780195335125                                                                                |
| عدالت، چه باید کرد؟، ترجمه افشین خاکباز، نشر نو، شابک 9786007439210 عدالت: کار درست کدام است؟ ترجمه حسن افشار، نشر مرکز،1393، شابک 9789642132539 عدالت: کدام کردار ما نیک است؟ ترجمه علی بازیاری شورابی، انتشارات سبزان، 9786001171901 عدالت: کار درست برای انجام دادن چیست؟ ترجمه محمدرضا فرهادی پور، نشر آشیان، شابک 9786007293065 | Justice: What's the Right Thing to Do?. New York: Farrar, Straus and Giroux. 2010. ISBN 9780374532505                                                                |
| آنچه با پول نمی‌توان خرید: مرزهای اخلاقی بازار، ترجمه حسن افشار، نشر مرکز،1393، شابک: 9789642132300 | What Money Can't Buy: The Moral Limits of Markets. New York: Farrar, Straus and Giroux. 2012. ISBN 9780374203030                                                     |
| ترجمه نشده | The Tyranny of Merit: What's Become of the Common Good?. Farrar, Straus and Giroux. 2020. ISBN 9780374289980                                                         |